# Budy Rumockie
Budy Rumockie – wieś w Polsce położona w województwie mazowieckim, w powiecie ciechanowskim, w gminie Glinojeck.
W latach 1975–1998 miejscowość administracyjnie należała do województwa ciechanowskiego.
Budy Rumockie powstały przez wydzielenie tej wsi z dóbr Rumoka. W okresie międzywojennym powołana została Szkoła Powszechna, której obwód po II wojnie światowej włączono do Ościsłowa.